# Gromnik (Petite-Pologne)
Pour les articles homonymes, voir Gromnik.
Gromnik est une localité polonaise, siège de la gmina de Gromnik, située dans le powiat de Tarnów en voïvodie de Petite-Pologne.